# 大四平镇
大四平镇，是中华人民共和国辽宁省抚顺市新宾满族自治县下辖的一个乡镇级行政单位。

## 行政区划
大四平镇下辖以下地区：
昌平社区、工园社区、小四平村、东升村、样尔沟村、马架子村、徐甸子村、东小堡村、草盆村、皇木场村、龙湾村、四方台村和大四平村。